# ميغيل فيلانويفا
ميغيل فيلانويفا إي غوميز (بالإسبانية: Miguel Villanueva y Gómez)‏ (31 أكتوبر 1852، في مدريد، إسبانيا – 13 سبتمبر 1931، في مدريد) كان سياسيًا ومحاميًا إسبانيًا. شغل منصب وزير الدولة من 1915 إلى 1916، في عهد الملك الملك ألفونسو الثالث عشر.